# 灣東村 (彰化縣)
灣東村，是臺灣彰化縣花壇鄉所轄的18個村之一，位在花壇鄉東北方，屬八卦臺地西側麓山帶，村內屬於有應公溪上游流域。面積平方公里、1201人。北鄰橋頭村、灣東村，東南接三春村，西南鄰中庄村。

## 村名由來
因位於「灣子口」以東而命名。

## 歷史沿革
灣東村於清代時隸屬燕霧上堡橋仔頭庄；明治35年（1902年）時，改彰化廳燕霧上堡白沙坑庄；明治42年（1909年）改彰化支廳橋子頭區橋子頭庄；至大正9年（1920年）則隨行政區調整，隸屬彰化郡花壇庄橋子頭大字。
二次大戰結束後，國民政府接收臺灣，以原先橋子頭大字灣子口小字範圍分設為灣雅村和灣東村。